# Johannes Walburg
Johannes Walburg SVD (* 14. Mai 1892 in Bochum; † 8. August 1947 in der Provinz Shandong, China) war ein deutscher römisch-katholischer Geistlicher, Steyler Missionar und Märtyrer. 

## Leben
Johannes Walburg war im Ersten Weltkrieg 4 Jahre Sanitätssoldat. Am 13. Januar 1920 trat er bei den Steyler Missionaren ein und wurde am 28. Januar 1923 zum Priester geweiht. 1924 ging er die China-Mission in der Provinz Shandong. Er wirkte an mehreren Orten, vor allem 11 Jahre in Hwangkangtsi, dann auf Dauer in Yüngcheng, wo er eine Überschwemmung durch den Gelben Fluss überstand. Beim Vorrücken der Kommunisten ab 1945 wurde er 1947 gefangen genommen und musste den Rückmarsch als Geisel mitmachen. Als er aus körperlicher Schwäche nicht mehr mithalten konnte, wurde er im August 1947 unterwegs erschossen.

## Gedenken
Die Römisch-katholische Kirche in Deutschland nahm Pater Johannes Walburg als Märtyrer in das deutsche Martyrologium des 20. Jahrhunderts auf.